# Línea 118 (Tucumán)
La Línea 118 es una línea de colectivos interurbana operada por El Portezuelo S.R.L. Esta conecta las localidades de San Miguel de Tucumán, Yerba Buena, San Javier y San Pablo del Gran San Miguel de Tucumán.

## Recorrido

### Ramal Barrio Apunt
San Juan y Calle Auxiliar Canal Yerba Buena, por esta hasta Mendoza, Avenida Solano Vera, Av. Aconquija, ingresan por Av. Mate de Luna, Próspero Mena, Crisóstomo Álvarez, San Luis, General Paz, Av. Sáenz Peña, Av. Avellaneda, Honduras, Celedonio Gutiérrez, Haití, Santiago del Estero, Av. Mitre, Av. Mate de Luna, Av. Aconquija, Av. Solano Vera, Santa Fe, San Juan, Barrio Apunt.

### Ramal La Rinconada
José M. del Campo (El Manantial) y Avenida Solano Vera, por esta hasta Av. Aconquija, Av. Mate de Luna, Próspero Mena, Crisóstomo Álvarez, San Luis, Gral. Paz, Av. Sáenz Peña, Av. Avellaneda, Honduras, Celedonio Gutiérrez, Haití, Santiago, Av. Mitre, Av. Mate de Luna, Av. Aconquija, Av. Solano Vera, hasta la calle José M. del Campo.

### Ramal Pie del Cerro
Ruta provincial 338, Rotonda Pie del Cerro, Av. Aconquija, Av. Mate de Luna, Próspero Mena, Crisóstomo Álvarez, San Luis, Gral. Paz, Av. Sáenz Peña, Av. Avellaneda, Honduras, Celedonio Gutiérrez, Haití, Santiago, Av. Mitre, Av. Mate de Luna, Av. Aconquija, Rotonda Pie del Cerro, Ruta provincial 338.

### Ramal Zona Sur- Barrio Los Pinos
Avenida Solano Vera y Av. Aconquija, por esta hasta Florida Sur, Sarmiento, San Martín, Catamarca, Martín Fierro, Lamadrid, Juan Heller, Catamarca, Universo, Lamadrid, Av. Alfredo Guzmán, Av. Mate de Luna, Próspero Mena, Crisóstomo Álvarez, San Luis, Gral. Paz, Av. Sáenz Peña, Av. Avellaneda, Honduras, Celedonio Gutiérrez, Haití, Santiago, Av. Mitre, Av. Mate de Luna, Av. Alfredo Guzmán, Lamadrid, Universo, Catamarca, Juan Heller, Lamadrid, Martín Fierro, Catamarca, San Martín, Sarmiento, Av. Solano Vera, Av. Aconquija.

## Lugares de Interés
- Primera Confitería
- Parque Guillermina
- Monumento al Bicentenario
- Parque Avellaneda
- Plaza Alberdi
- Plaza Yrigoyen
- Plaza de la Fundación